# 新加坡国会大厦
新加坡国会大厦（英語：Parliament House of Singapore）是新加坡国会所在地，位于新加坡中区的市中心。毗邻莱佛士坊和新加坡河和新加坡最高法院。

## 历史
1989年时任新加坡副总理的吴作栋提议修建新的国会大楼，1992年新加坡政府批准1.482亿新加坡币预算，于1995年开工，1999年完工。

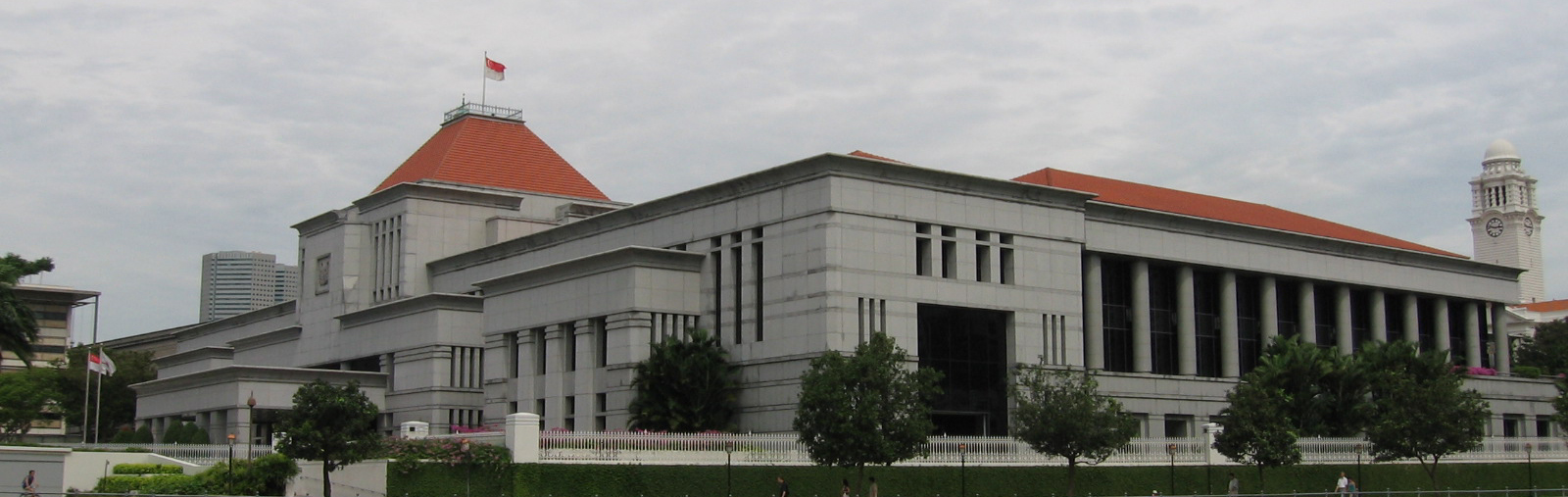
新加坡国会大厦

## 画廊

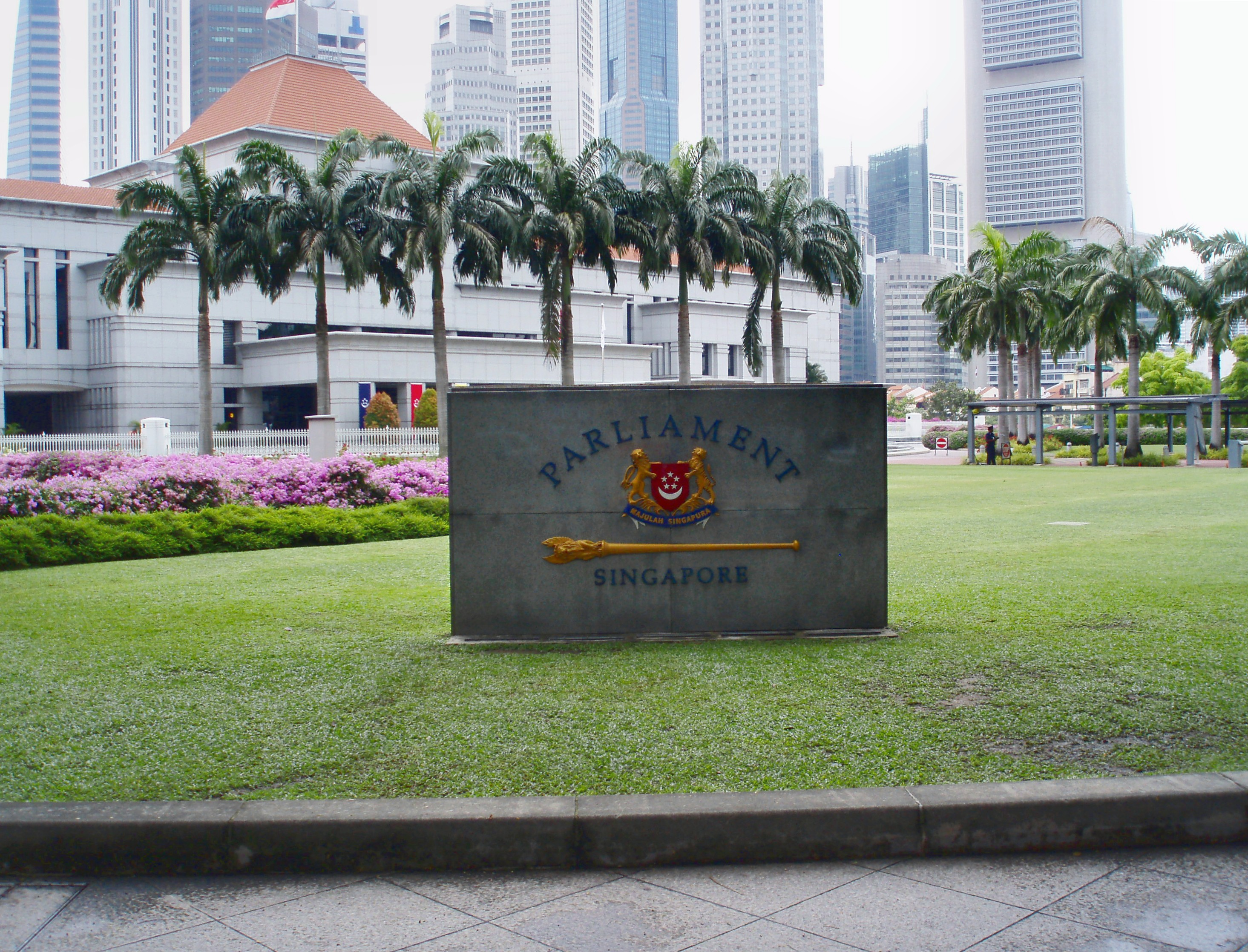
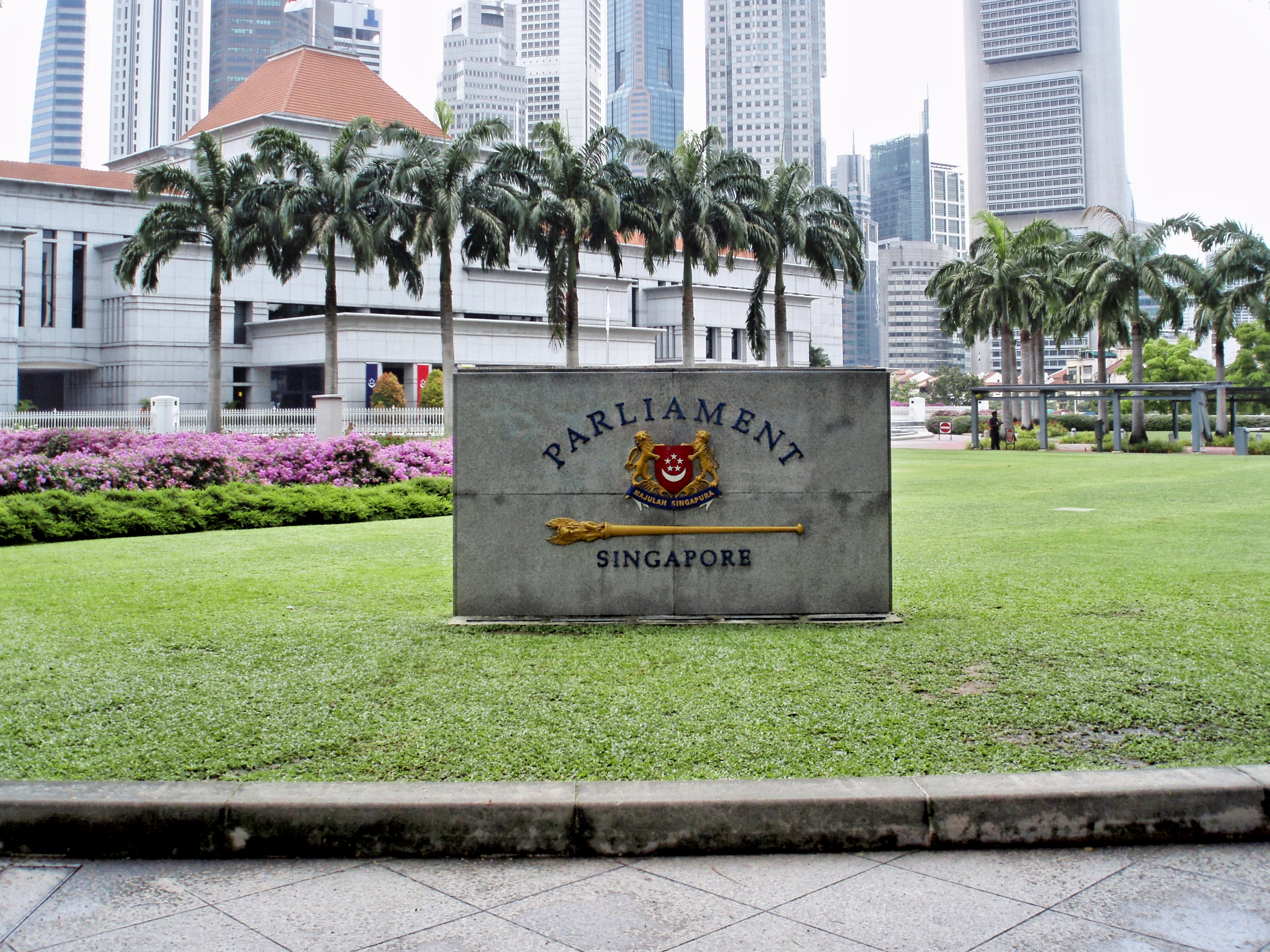
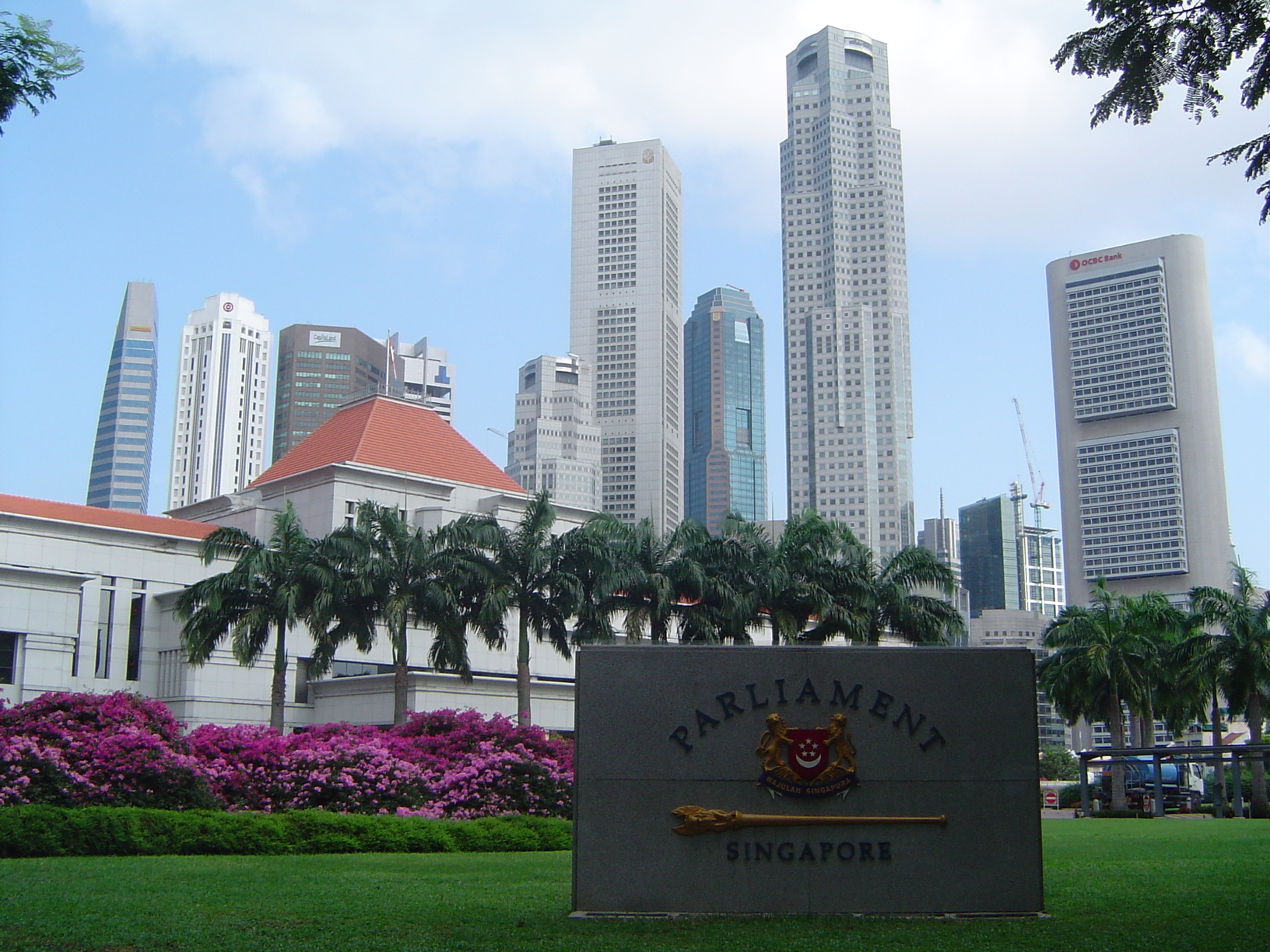
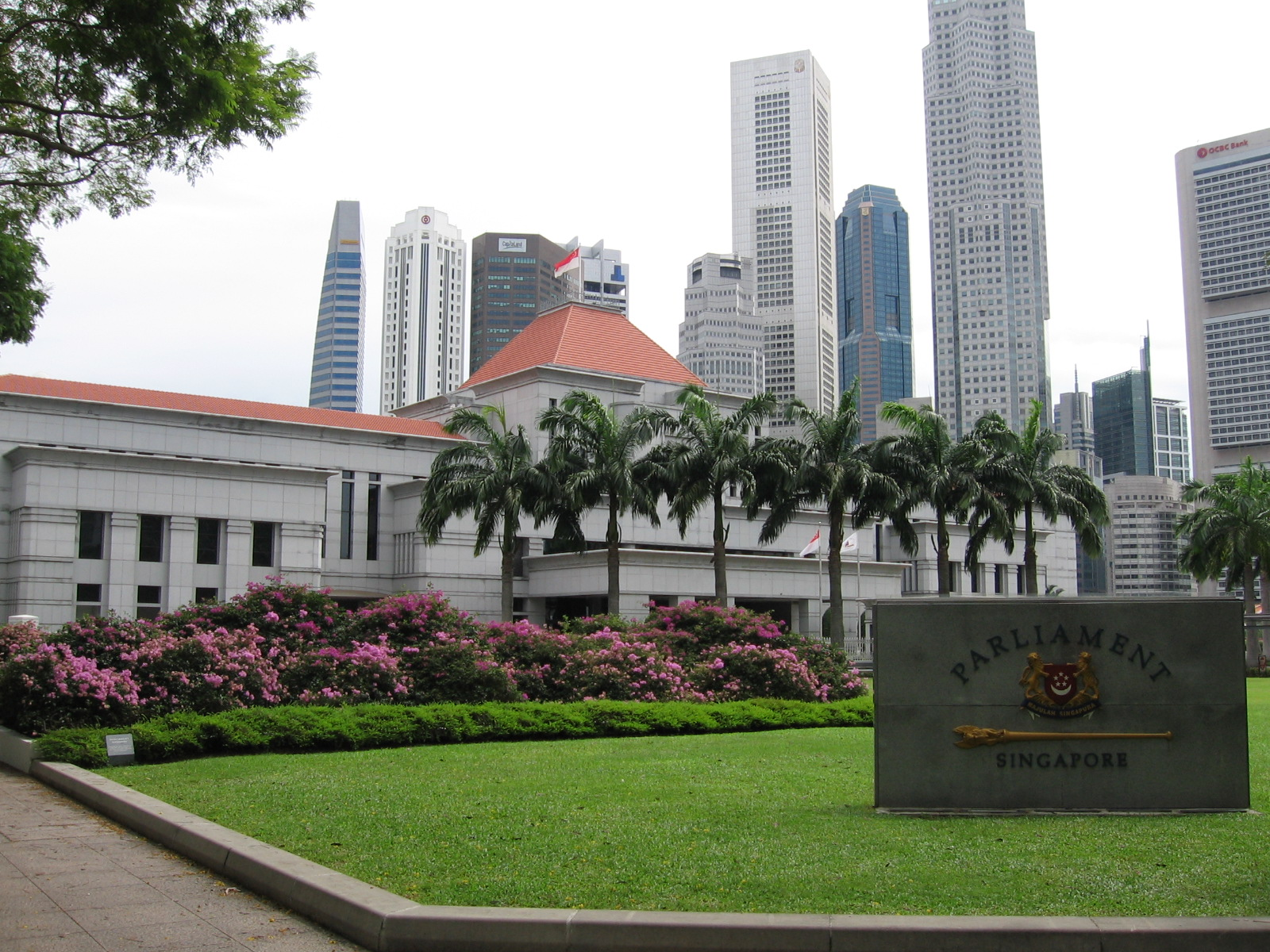
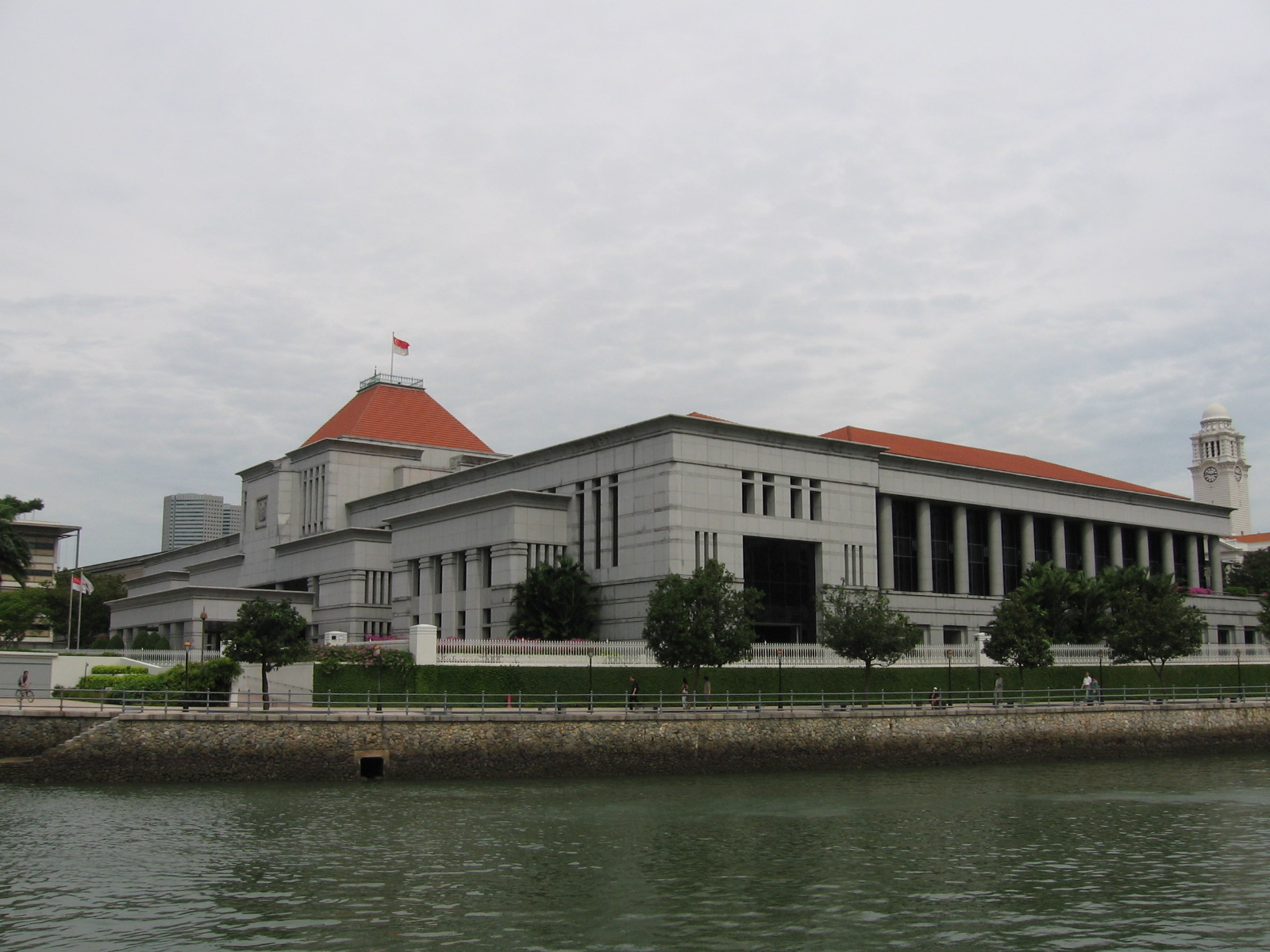
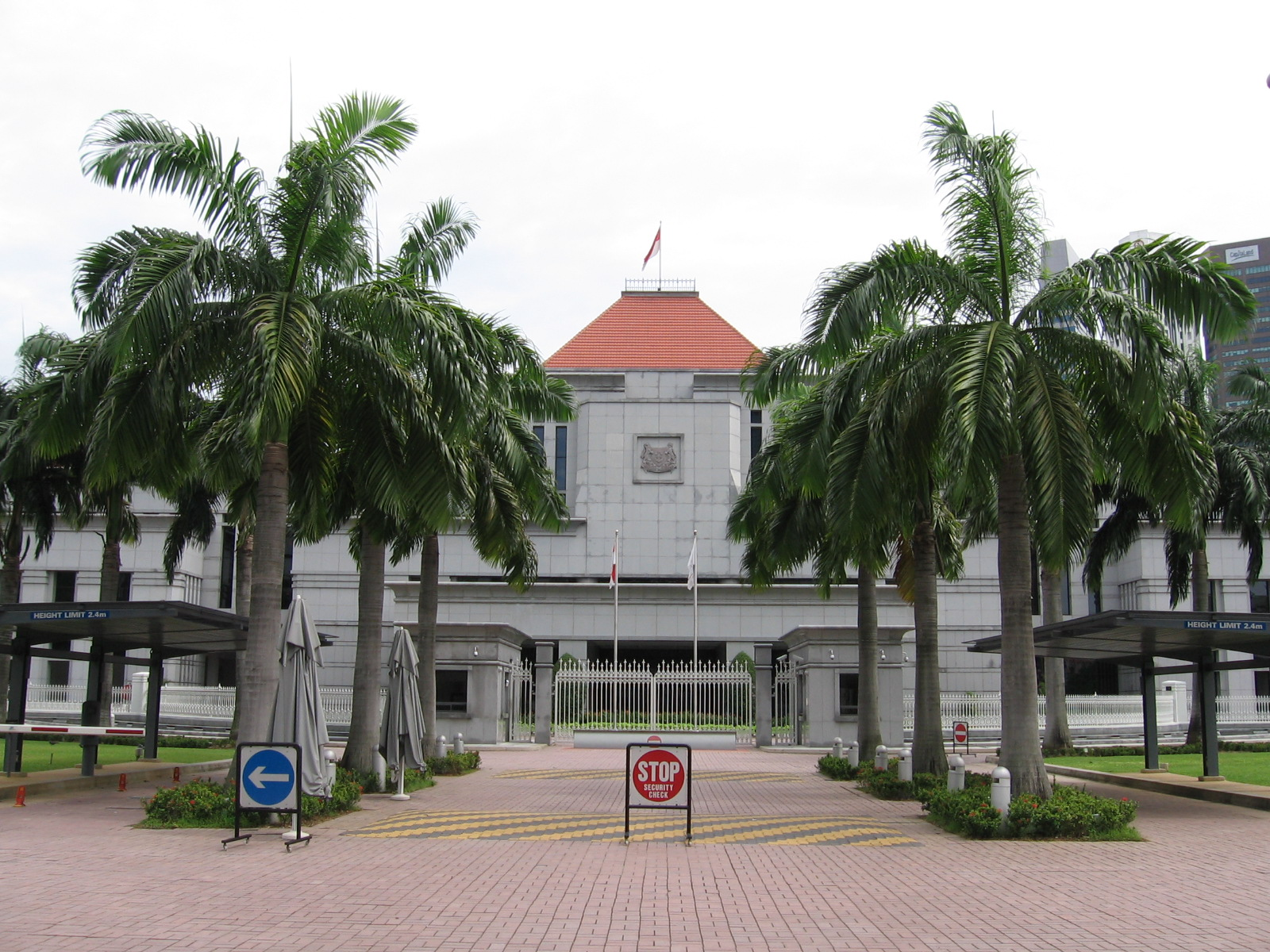
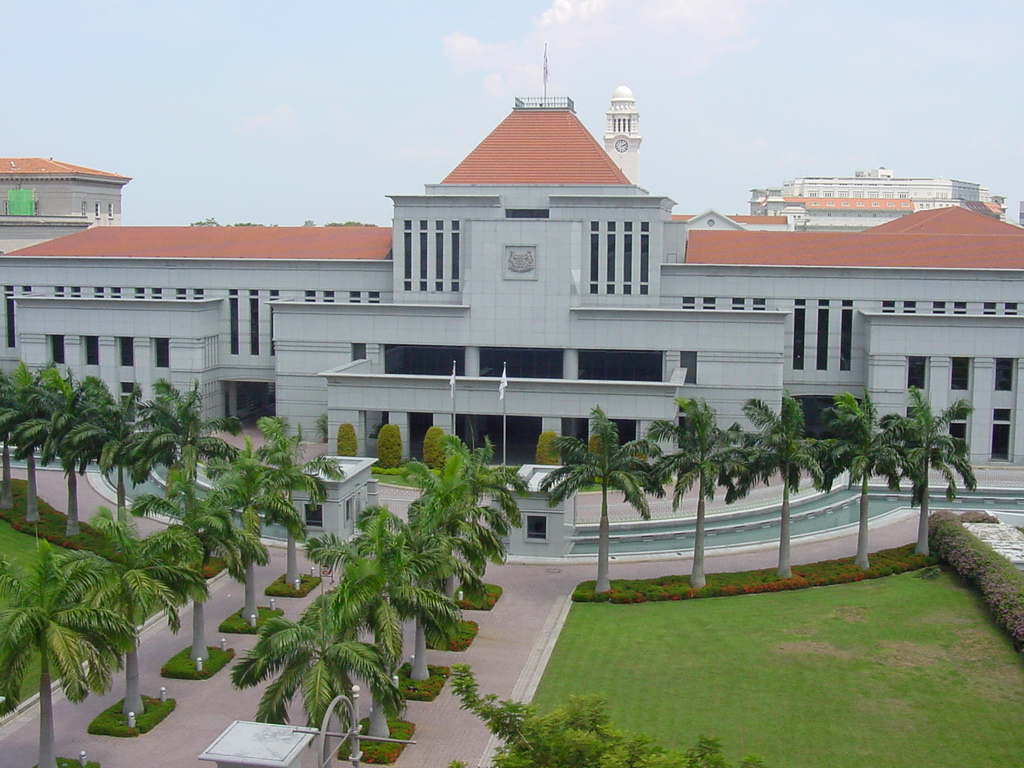
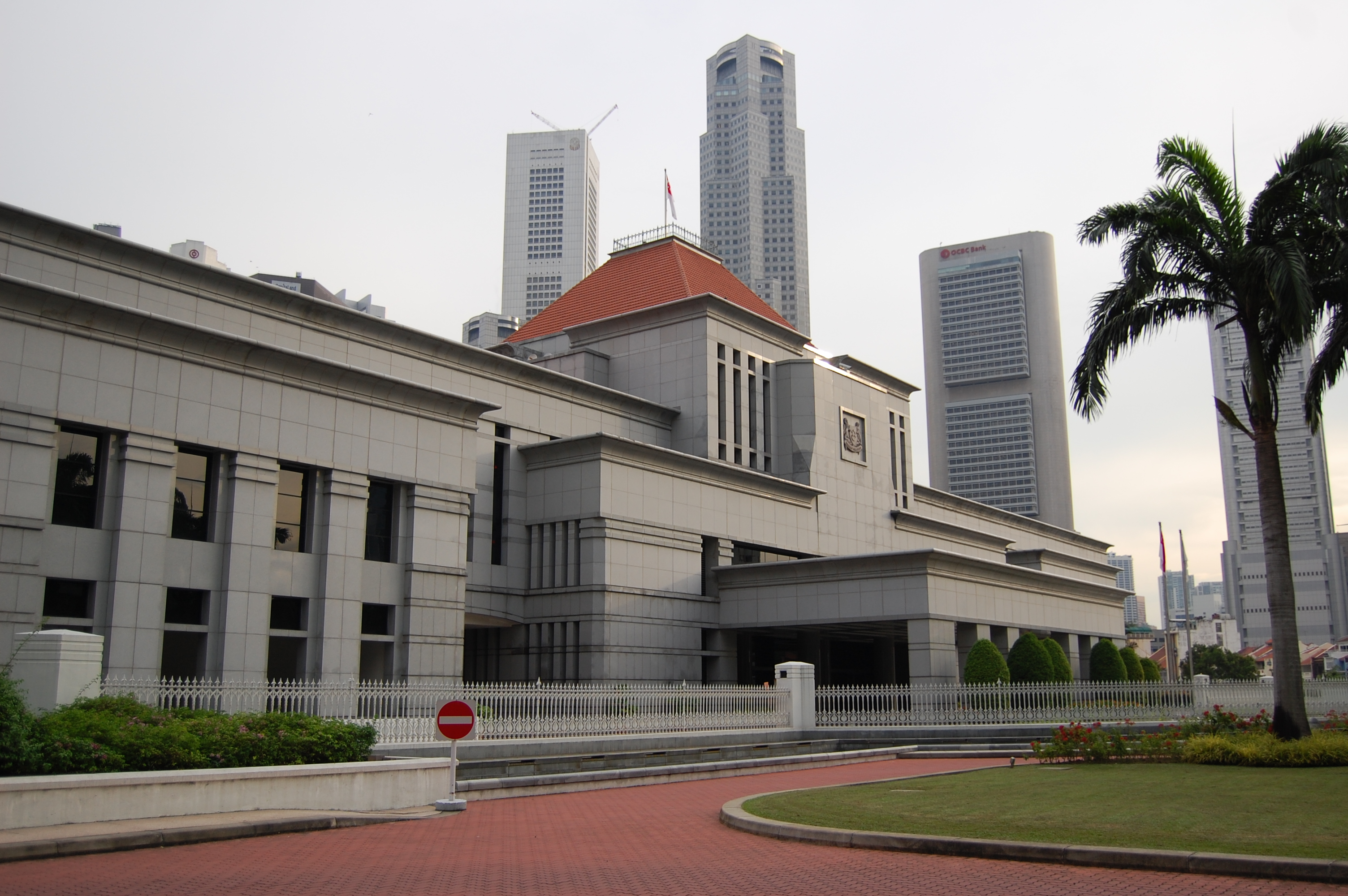
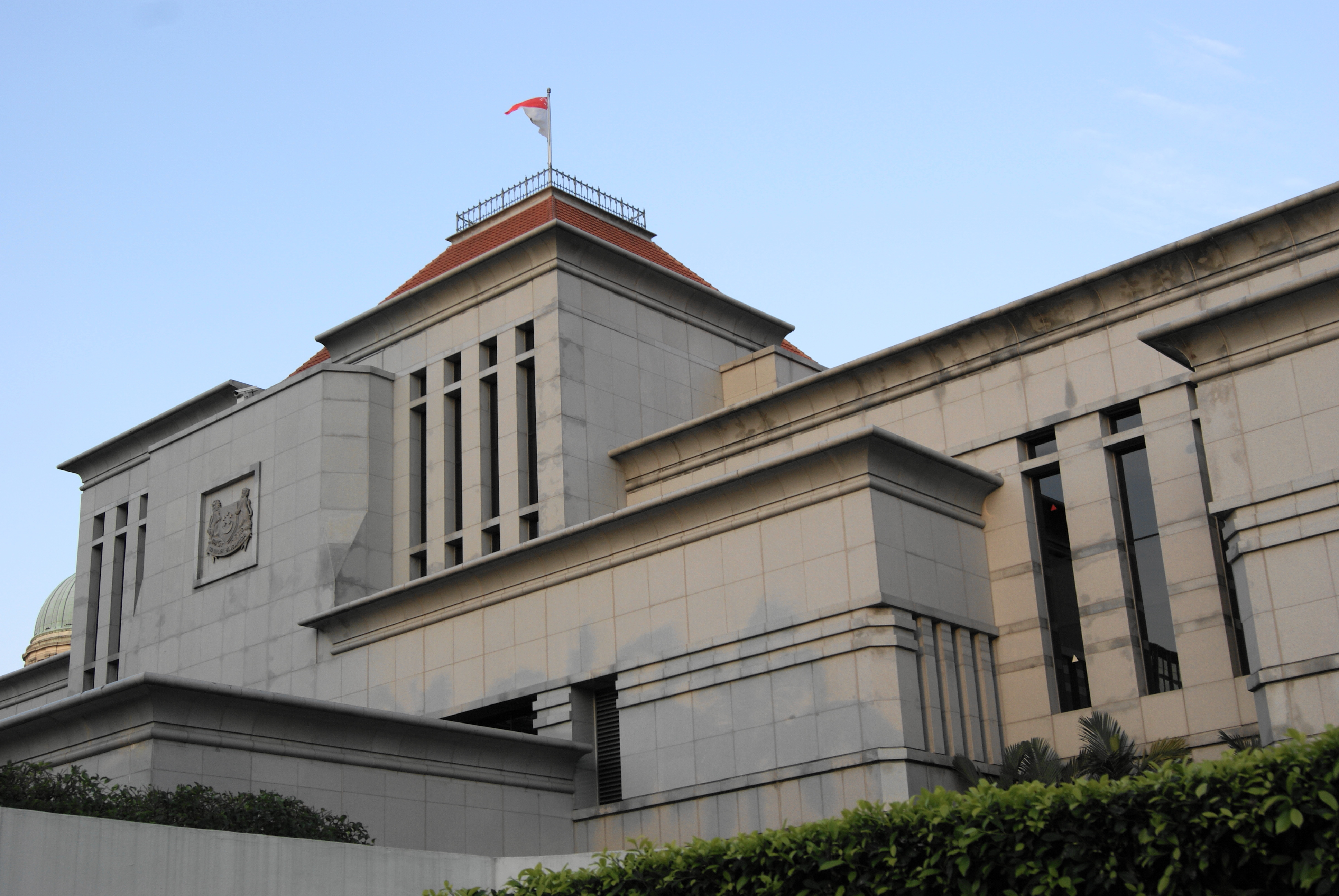
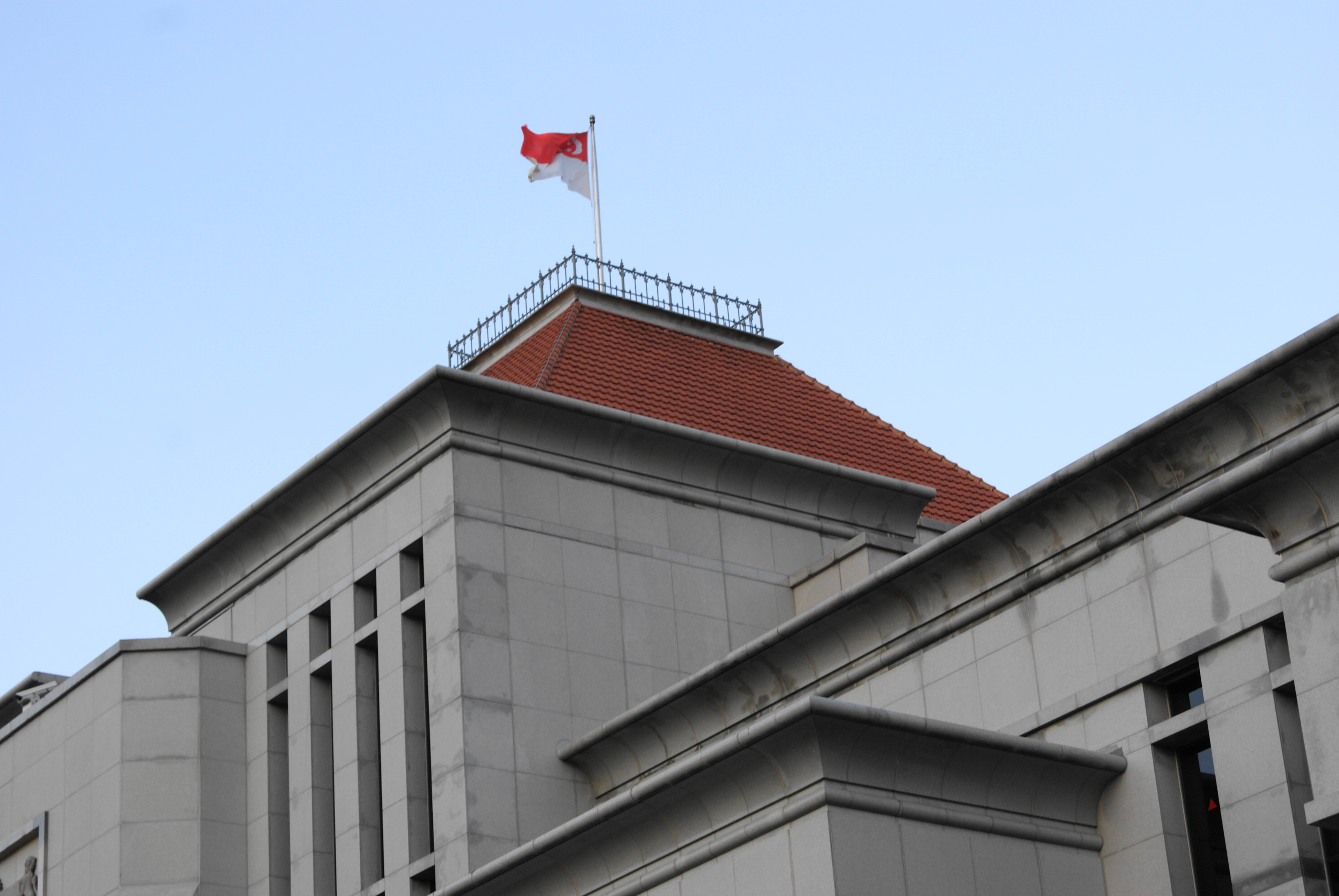
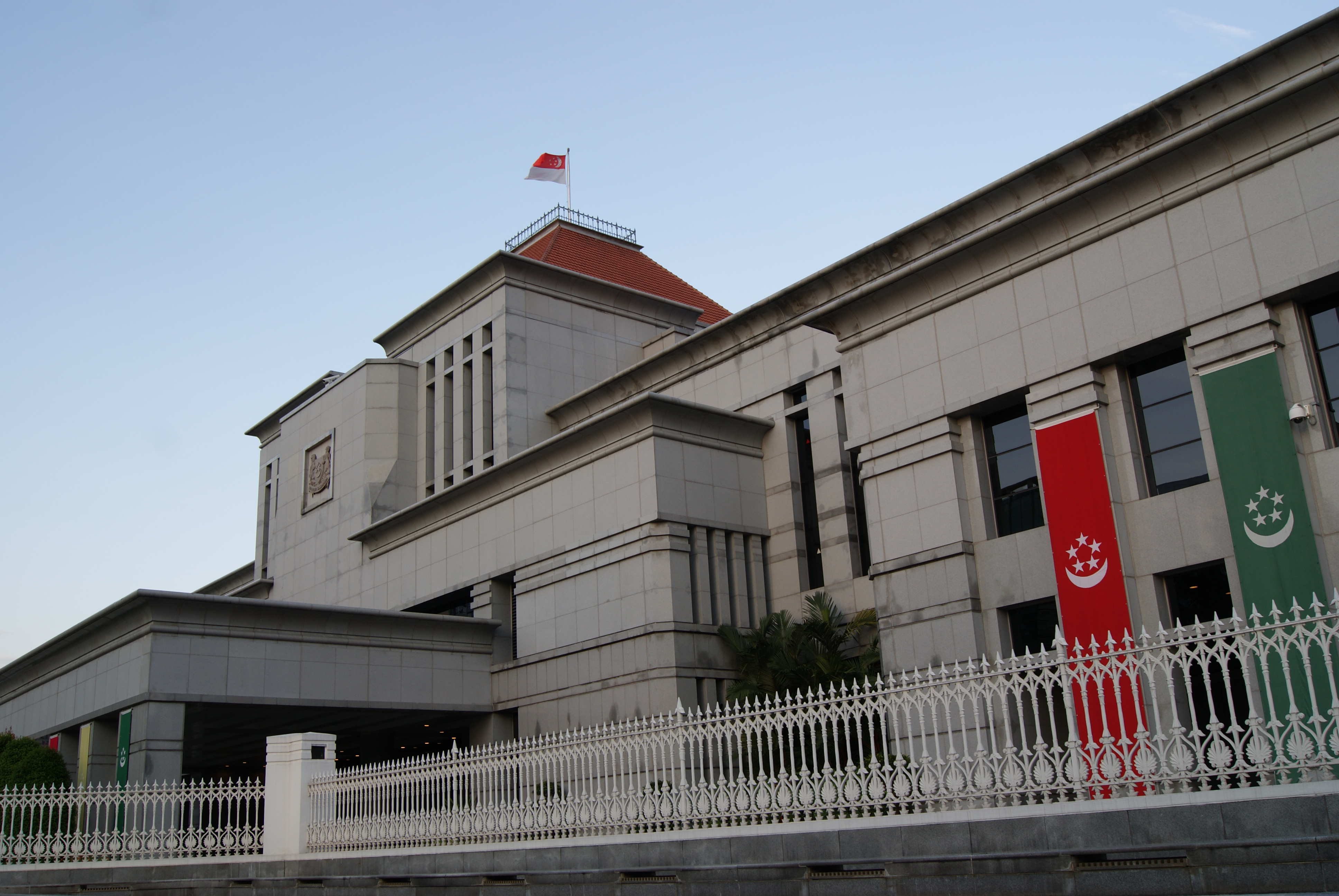
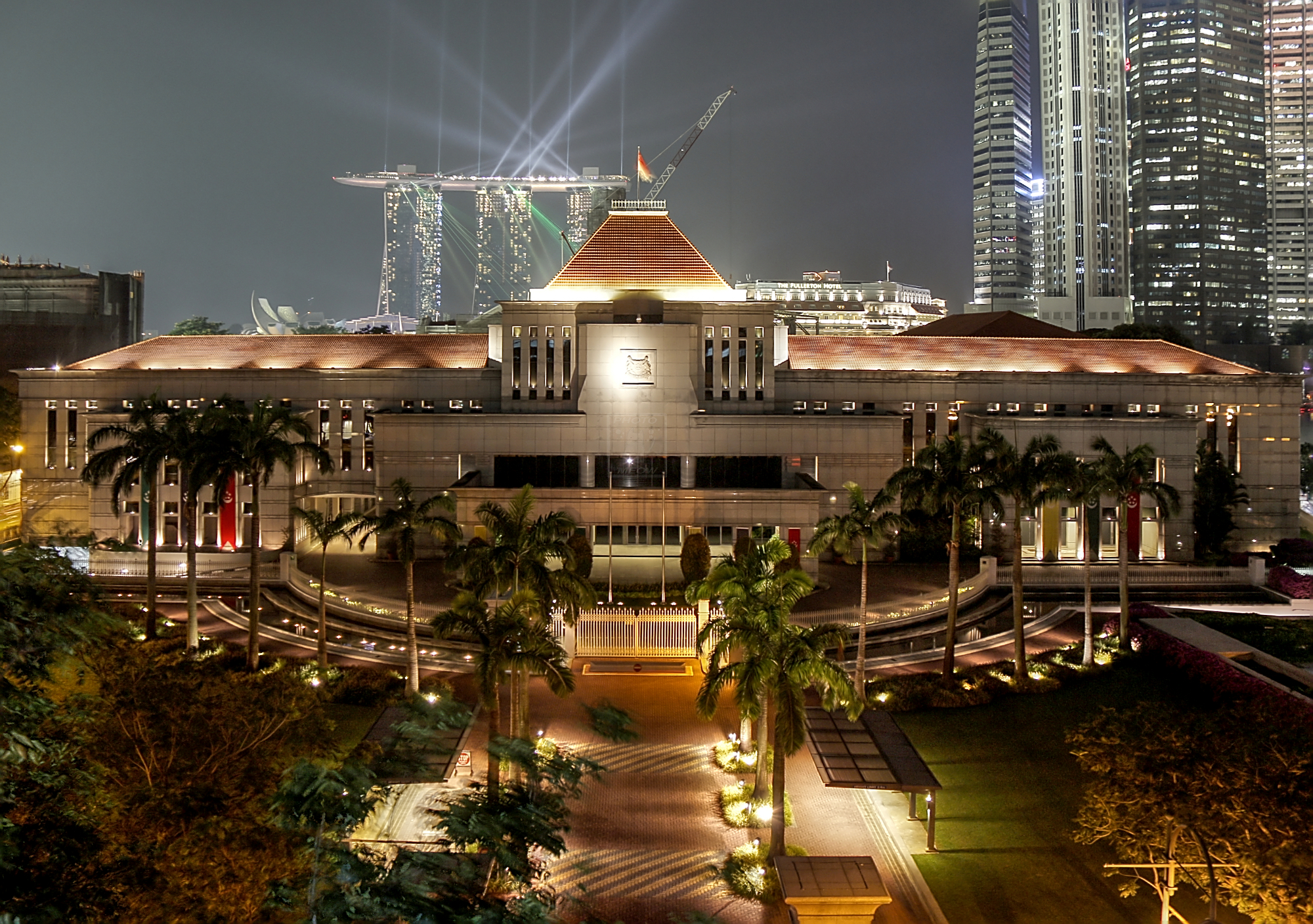
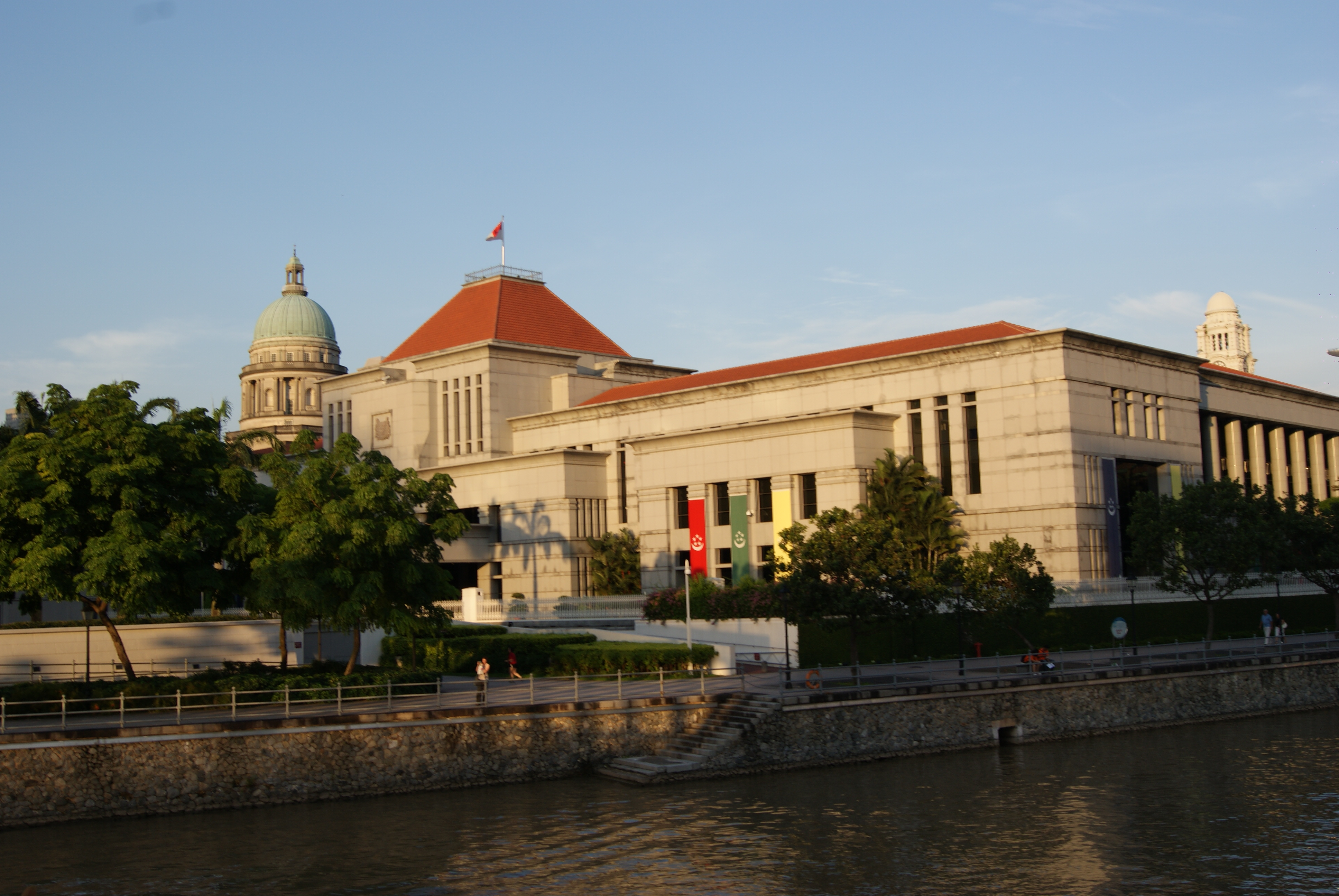
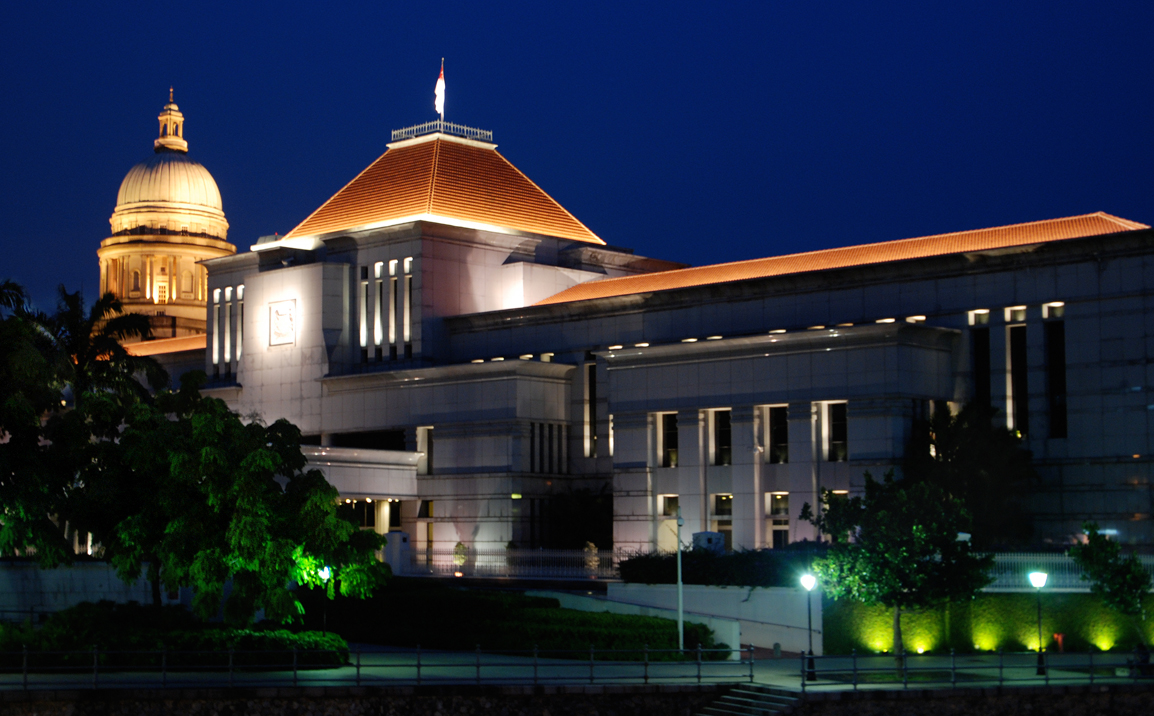
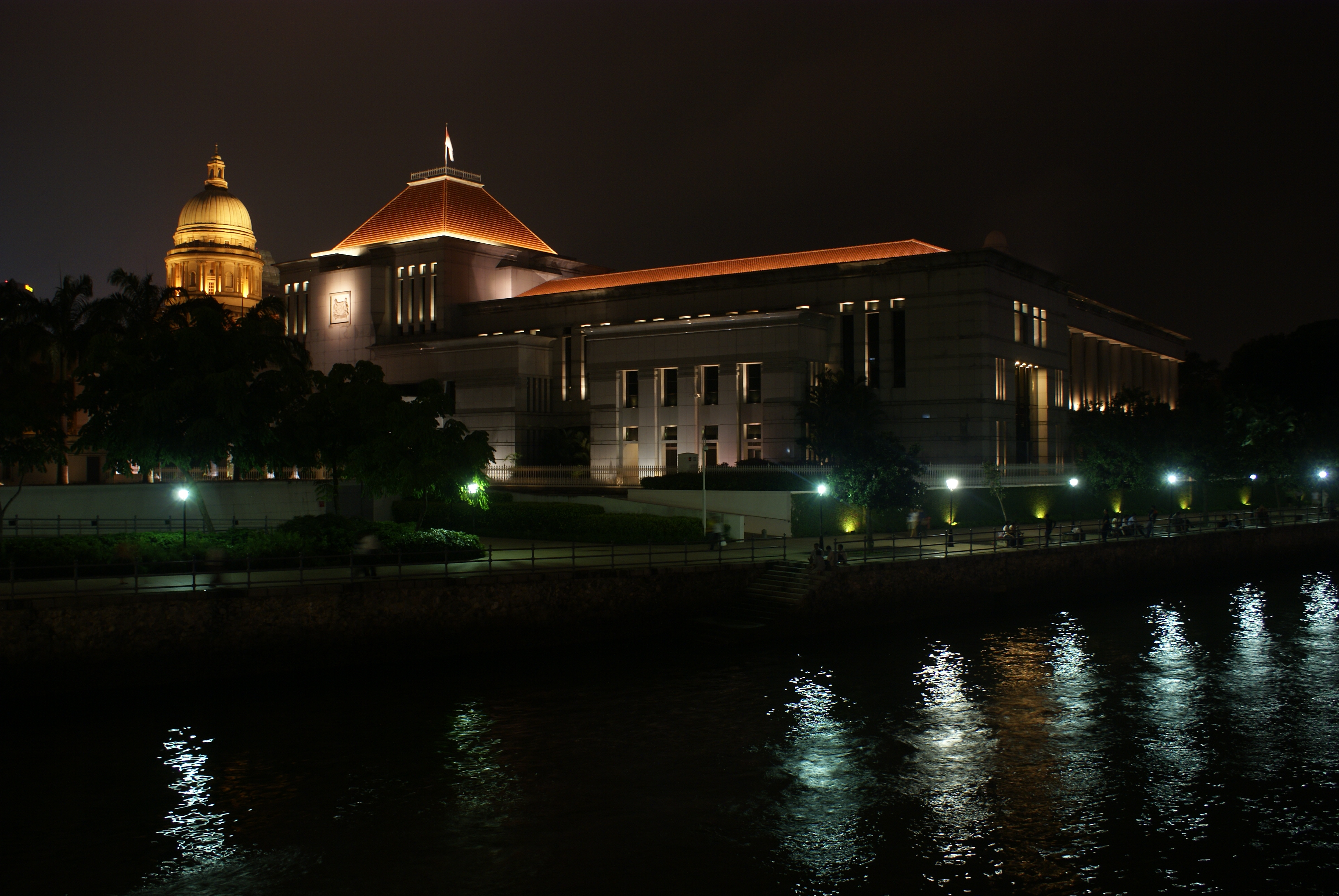
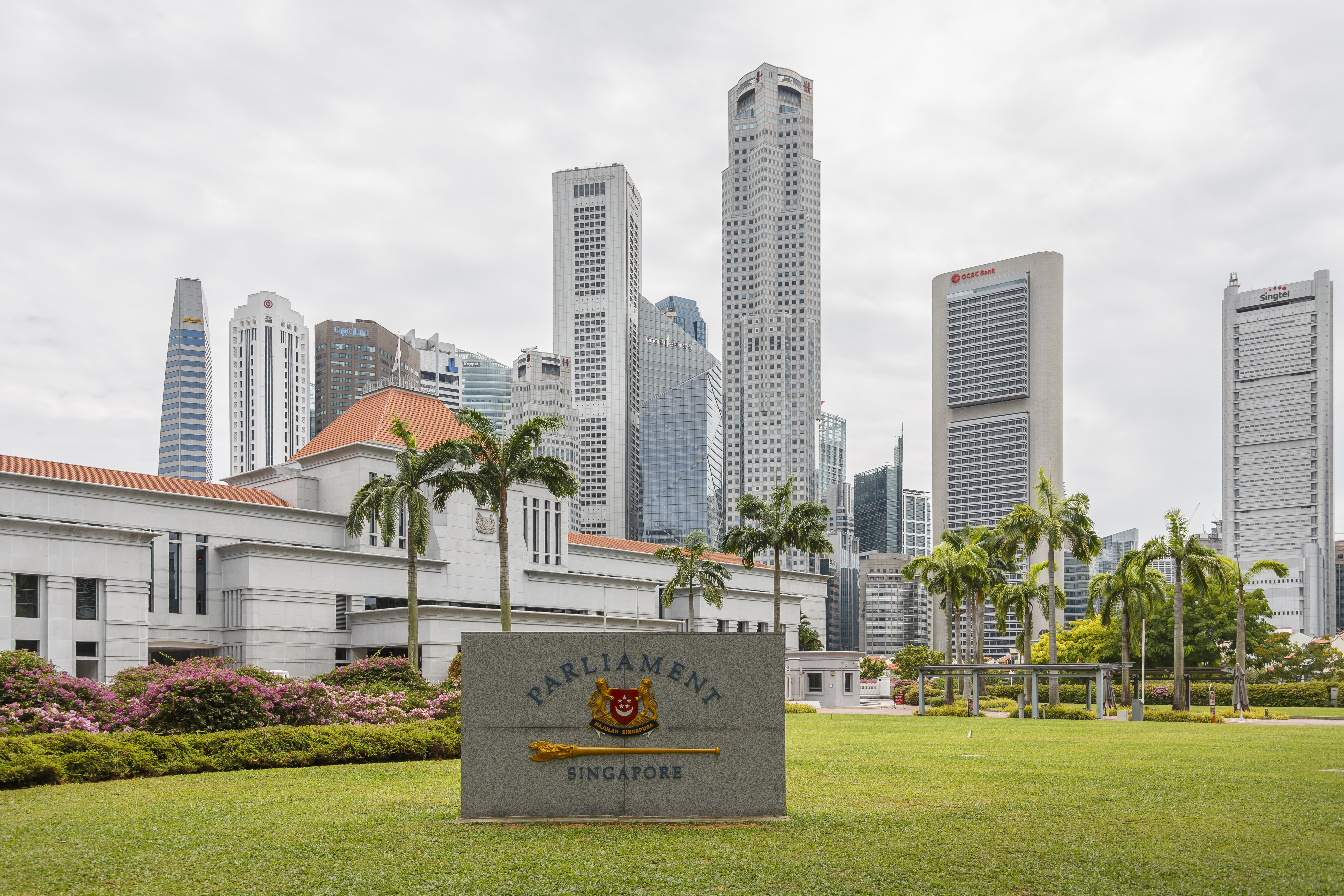
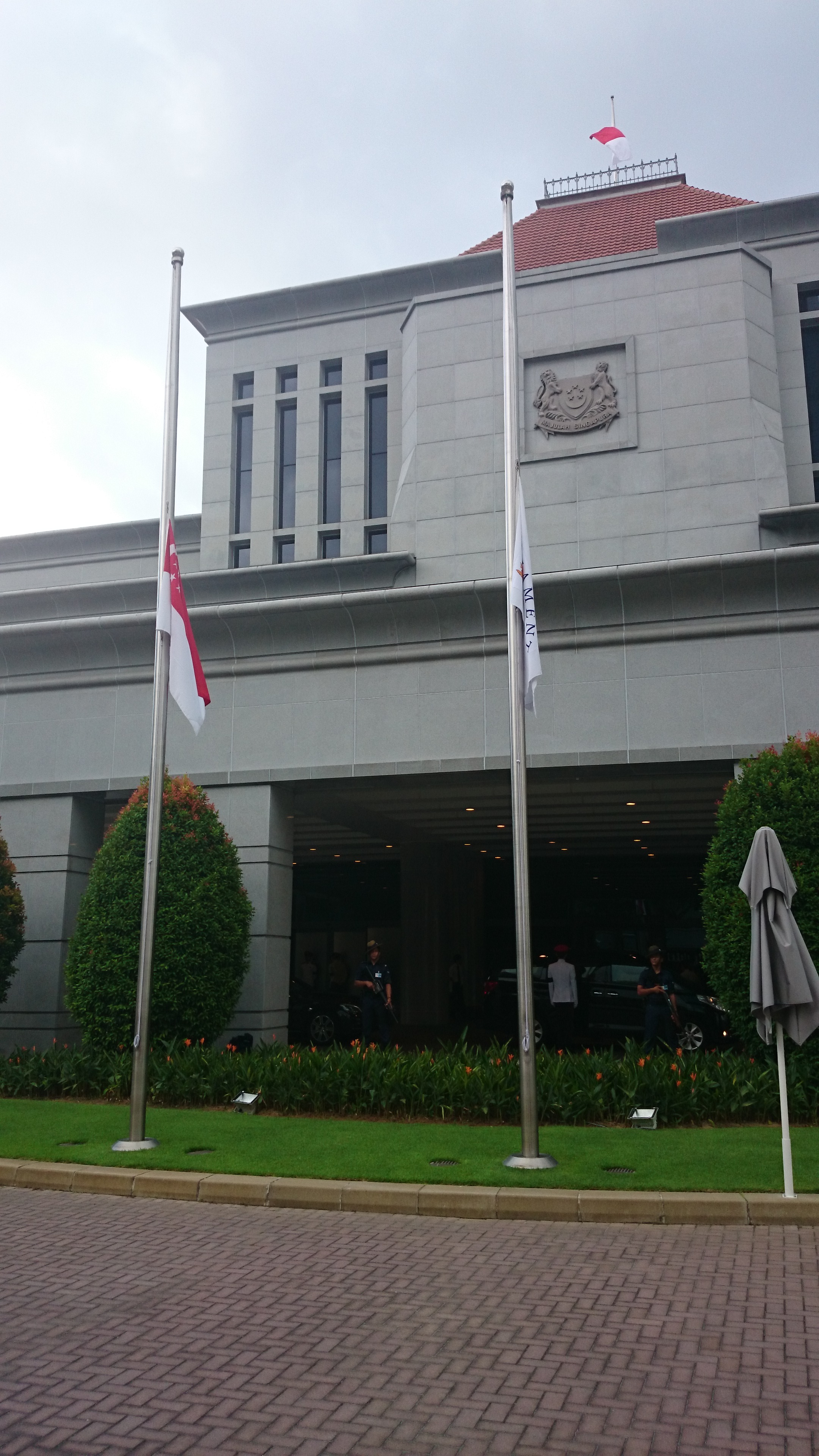
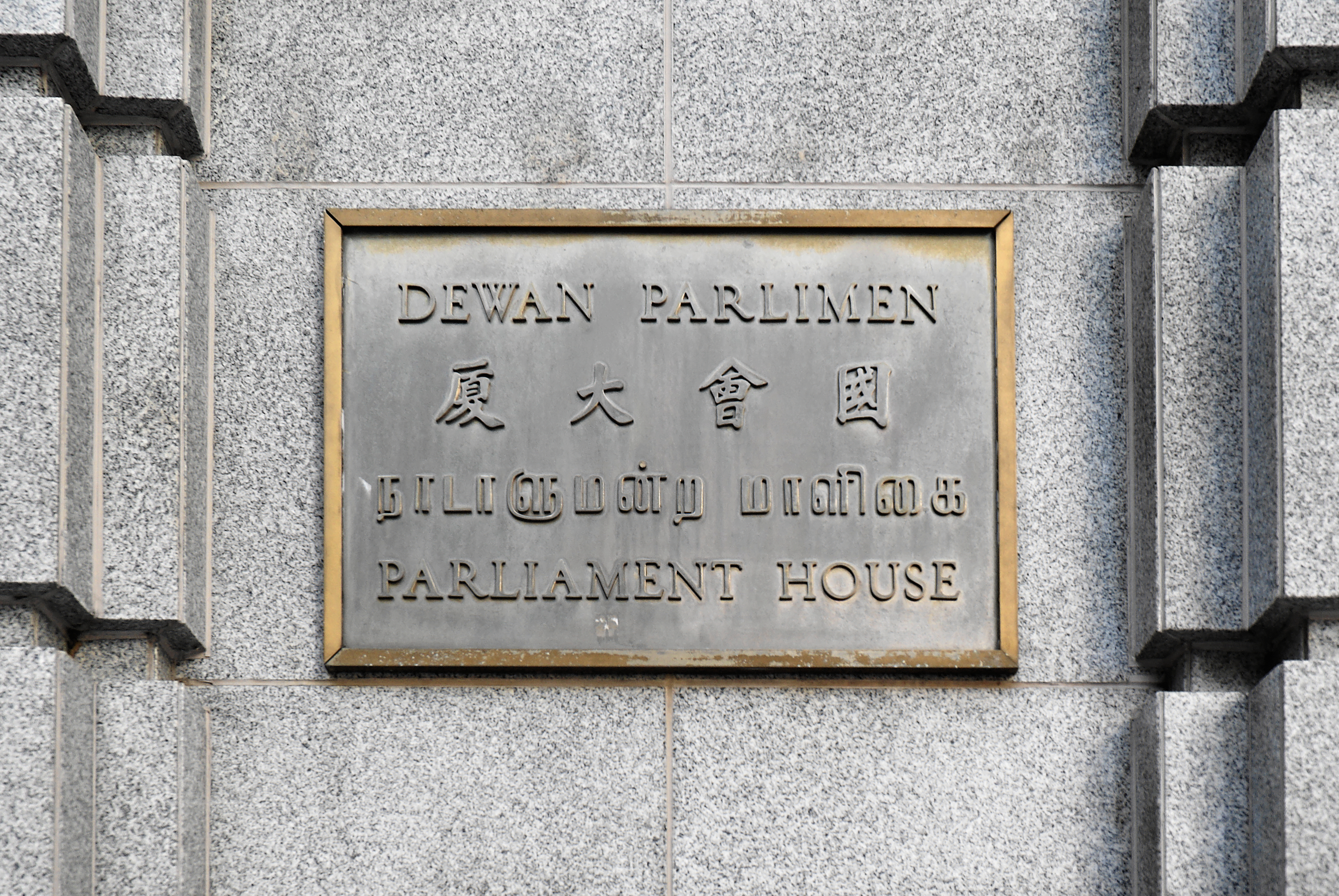
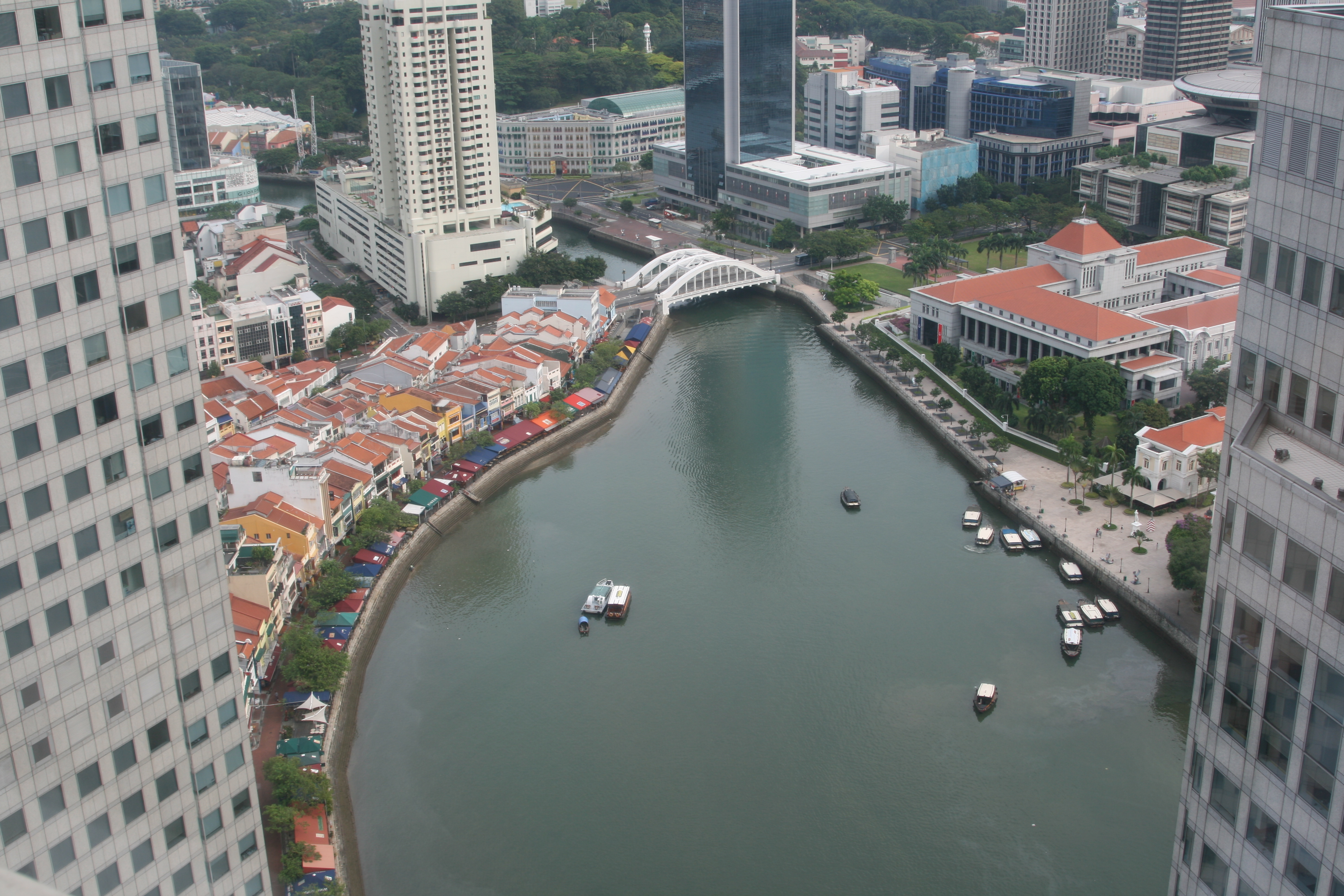
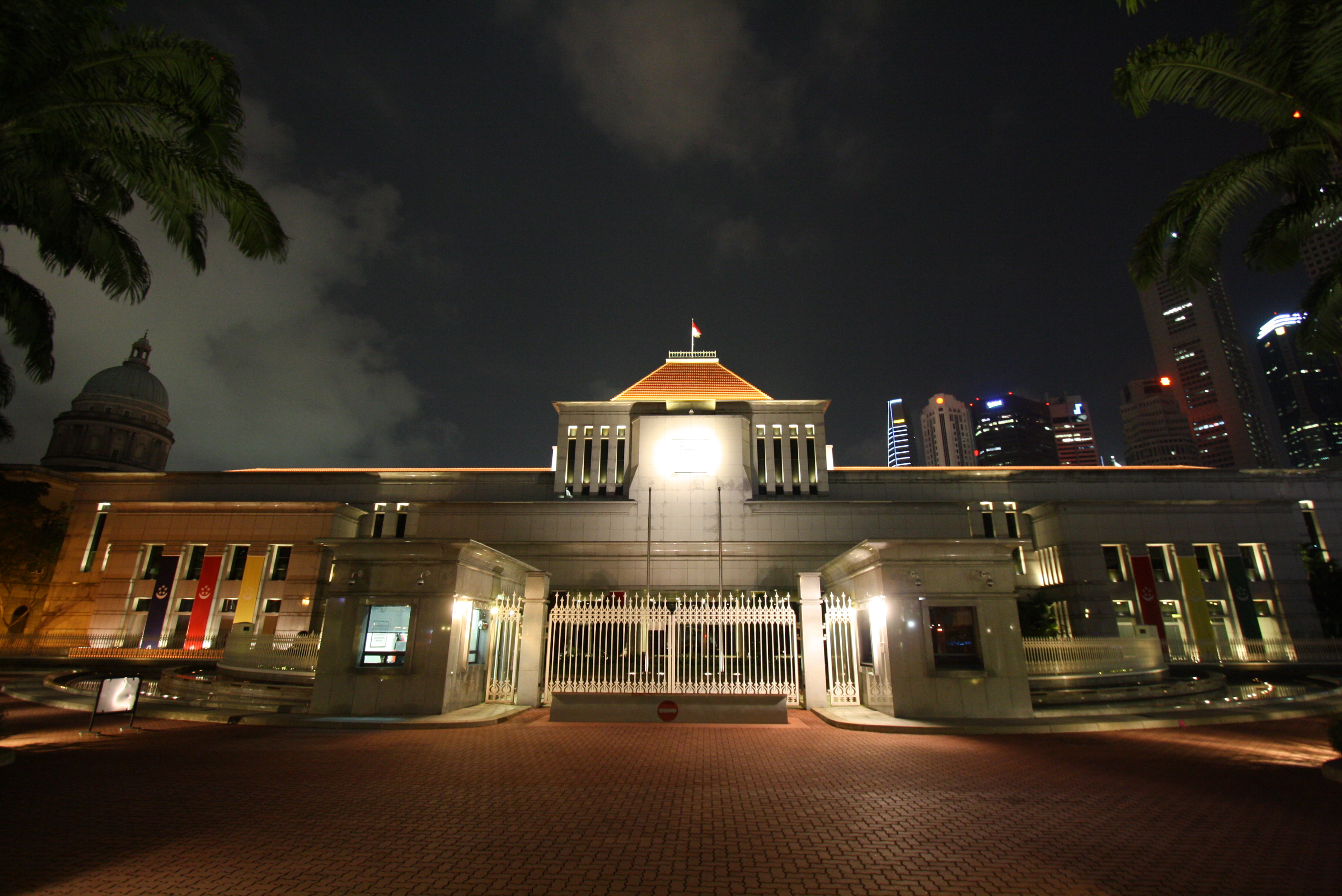